# 野田常貞
野田 常貞（のだ つねさだ、1852年5月26日（嘉永5年4月8日）- 1907年（明治40年）5月3日）は、明治期の弁護士、銀行家、政治家。衆議院議員、佐賀県会議長。

## 経歴
肥前国佐賀郡、のちの佐賀県佐賀郡北川副村古賀（現佐賀市北川副町古賀）で、佐賀藩士の家に生まれる。1872年（明治5年）上京してドイツ語を修めた。
佐賀の乱後に、有志と尚風社を設立して法律の研究を行い弁護士となる。また、武富時敏らと肥筑日報社を設立して政界に加わり進歩党に入党した。1883年（明治16年）佐賀県会議員に選出され1894年（明治27年）まで在任し、1888年（明治21年）第4代議長となり第6代まで務めた。
1894年3月、第3回衆議院議員総選挙で佐賀県第1区から立憲革新党所属で出馬して当選し、衆議院議員に1期在任した。同年9月の第4回総選挙（佐賀県第1区、立憲革新党）に立候補したが落選した。
1896年（明治29年）佐賀県会議員に再選され、第8代議長も務め1899年（明治32年）まで在任した。
1897年（明治30年）佐賀農工銀行が設立され頭取となった。

## 親族
- 養子 野田鞆雄（朝鮮総督府官僚、佐賀市長）[8]